# Fredonia (Kansas)
Fredonia è un comune degli Stati Uniti d'America, situato nello Stato del Kansas, nella contea di Wilson, della quale è il capoluogo.